# Округ Сувони (Флорида)
Сувони (енгл. Suwannee County) је округ у америчкој савезној држави Флорида. По попису из 2010. године број становника је 41.551.

## Демографија
Према попису становништва из 2010. у округу је живело 41.551 становника, што је 6.707 (19,2%) становника више него 2000. године.
| Група             | 2000.          | 2010.          |
| Белци             | 28.262 (81,1%) | 32.300 (77,7%) |
| Афроамериканци    | 4.221 (12,1%)  | 4.754 (11,4%)  |
| Азијати           | 179 (0,5%)     | 228 (0,5%)     |
| Хиспаноамериканци | 1.703 (4,9%)   | 3.596 (8,7%)   |
| Укупно            | 34.844         | 41.551         |